# Poroetsjik
Poroetsjik (Russisch: поручик; IPA: [pʌˡrutɕɪk]; afkomstig van het Poolse woord porucznik) was een militaire rang in de tijd van het Russische Rijk vergelijkbaar met sotnik (luitenant). De rang werd geïntroduceerd bij de Regimenten van de nieuwe formatie (Polki novogo stroja) van de streltsy en werd wettelijk gemaakt door de Tabel van rangen (Tabel o rangach). 
Een podporoetsjik is een ondergeschikte (sub-) poroetsjik. Daarnaast bestond er in verschillende perioden in de geschiedenis ook de rang kapitein-poroetsjik in het leger en de marine, waarbij de laatste poroetsjiks uiteindelijk luitenant werden.

## Russische volkscultuur
In de Russische samenleving is het huidige beeld van een "poroetsjik" dat van een jonge koene cavalerieluitenant. Dit is mede het gevolg van de twee beroemdste fictieve poroetsjikken in Rusland:  Kizje en Rzjevski.